# Elliot Hjuler
Elliot Hjuler (født 13. marts 1893 i Hillerød, død 1. maj 1968 på Frederiksberg) var en produktiv dansk arkitekt og illustrator. Han har bygget en lang række villaer og boligejendomme i og omkring København. Stilistisk bevægede han sig gennem alle tidens strømninger, fra Bedre Byggeskik og nyklassicisme til funktionalismen. Han var gift med tegneren Marie Hjuler.
Hans forældre var lektor Anton Elliot Hjuler og Bianca Mathilde Sophie Elisabeth Thorbjørnsen. Hjuler blev student fra Randers Statsskole 1910, gik på Randers Tekniske Skole 1910-13 og på Kunstakademiets Arkitektskole 1915-17. Han var undervejs ansat hos Harald Lønborg-Jensen 1914, hos Andreas Jensen i Svendborg 1915 og hos Alf Jørgensen 1916-23, hvis tegnestue han videreførte som sin egen indtil sin død. I 1923 var han på studierejse i Frankrig.
Hjuler var medlem af Frederiksberg og Hørsholm Kommuners bedømmelseskomiteer for præmiering af bygninger 1950-63 og medlem af bestyrelsen for og af flere udvalg under Danske Arkitekters Landsforbund 1953-59.
Hjuler blev gift 13. april 1916 i København med maleren og tegneren Marie Charlotte Frederikke Staugaard (10. december 1894 i Kristrup – 10. august 1986 i Nykøbing Falster), datter af bankdirektør Conrad Staugaard og Frederikke Charlotte Vilhelmine Fugl. 

## Værker
- Eget hus, C.F. Richs Vej 73, Frederiksberg (1922)
- Marie Hjuler ved skrivebord, C.F. Richs Vej 73, Frederiksberg (1922)
- Sønderstrandhus (th.), København (1932)
- Sønderstrandhus, København (1932)
- Sejrøhus, København (1936)
- Sejrøhus, København (1936)

### Villaer i Københavns, Frederiksberg og Gentofte Kommuner
- C.F. Richs Vej 73, Frederiksberg (eget hus, 1922, præmieret af Frederiksberg Kommune).
- C.F. Richs Vej 13, Frederiksberg (1922).
- Hillerødgade 95, Fuglebakken (1923).
- Vingårds Allé 5, Hellerup (1924).
- C.F. Richs Vej 72, Frederiksberg (1927).
- Tryggehvile Allé 1, Gentofte (1928, præmieret af Gentofte Kommune).
- Henningsens Allé 4, Hellerup (1928).
- Solskrænten 55, Valby (1928).
- Vilvordevej 16, 18, 32, Ordrup (1929).
- Vasehøj 13 (1930).
- Vilvordevej 12, 14 (1930).
- Skovholmvej 15 (1930).
- Ellehøjvej 32 (1930).
- Skovholmvej 6, 19 (1931).
- Skovvej 121 (1931).
- Søllingvej 15, 19 (1932).
- Skovholmvej 10 (1932).
- Grøndalsvej 24 (1933).
- Lysagervej 20, 26 (1933).
- Sauntesvej 26, 26 A (1933).
- Hjørnet af Kirkehøj/Bjergtoften (1933).
- Kongehøjen 2, Klampenborg (1933).
- Krathusvej 9, Ordrup (1935).
- Grøndalsvej 43 (1935).
- Ewaldsbakken 3, Hellerup (1936).

### Senere villaer i andre kommuner
- 12 parcelhuse ved Egegården, Hjortekær (1942).
- Villa for forfatteren Karen Aabye, Højgaardsvænge 17, Bagsværd (1943, bombesprængt og genopført 1945, udvidet 1956)
- Kong Valdemars Vej 5, Holte (1948).
- Nymøllevej 27, Kongens Lyngby (1949).
- 13 huse ved Lundagervej, Skovlunde (1961).
- 20 huse ved Tjørnevænget, sammesteds (1962-63).
- 23 huse ved Morelvej, sammesteds (1963-64).

### Beboelsesejendomme i Københavns, Frederiksberg og Gentofte Kommuner
- Grænsegaarden, Rebekkavej 36/Rakelsvej 3-5, Hellerup (1929).
- Hellegaarden og Solgaarden, Rebekkavej 49-59/Rygårdsvænget 1 & 2, Hellerup (1930).
- Enghavehus I, Schubertsvej 1–13, Wagnersvej 10 og Mozartsvej 11 (1930).
- Beringsvej-La Cours Vej (1930).
- Kalvebodhus, Schubertsvej 2–12, Wagnersvej 6–8, Beethovensvej 1–13 og Mozartsvej 7–9 (1931).
- Ryvanggaard, Rebekkavej 30-34/Esthersvej 33-37, Hellerup (1930-31, totalt ombygget).
- Sønderstrandhus, Mozartsvej 5, Beethovensvej 2–14, Wagnersvej 2–4, Glucksvej 1–13 og Mozarts Plads 3 (1932).
- Straussbo, Straussvej 4–18 og Mozartsvej 13 (1933).
- Strandholmhus I og II, Straussvej 3–17 og Mozartsvej 15 (1934).
- Holsteinborgvej, stok I-IV (1934- 35).
- Tjørnegaarden, Mozartsvej 22–24 og Offenbachsvej 22 (1935).
- Sejrøhus, Sjælør Boulevard 20–42, Mozartsvej 26–30, Offenbachsvej 19–39 og Borgmester Christiansens Gade 2–4 (1936).
- Broholms Allé (1938).
- Henrik Ibsens Vej 2-6 (1938).
- Elleparken, Sjælør Boulevard 29–43, Händelsvej 1–3 og Rubinsteinsvej 1–15 (1946).
- Løjtegårdsvej 3-7, bygning B (1949).
- Spentrup Allé bygning E, F og G (1951-52).
- Amager Landevej bygning C (1957).

### Rækkehuse
- 8 i Frederiksværk for Foreningen Socialt Boligbyggeri (1942).
- I Kastrup: 24 ved Løjtegårdsvej (1943), Uldumvej 1-31, 2-38 (1948), Feldborgvej 1-15, 2-22 (1949), Ryslinge Allé 12-40 (1951) og Spentrup Alle 8-34 (1954).

### Andet
- Pensionat Birkehuset, Asserbo (1921).
- Marketenderi, Stubmøllevej 14, København (1934).
- Hotel Birkegården, Asserbo (1936, 1941).
- Messer i Værløselejren (1939) og officiantbygning sammesteds (1941).
- Nørregade 34, Frederiksværk (1941).
- Garageanlæg, Klerkegade 34, København (1960).
- Kontorbygning, Egegårdsvej 17-19 (1965).
- Mindestøtter i Haslev (1945, sammen med billedhugger Jenö Meister).

### Illustrationer
- Cirka 70 akvareller og tegninger i Daniel Bruun: Danmark I-V, 1919-23.
- Cirka 20 forsideakvareller til Politiken Magasinet, Radiolytteren og andre dagblade og tidsskrifter (1926-30).
- Bogomslag og illustrationer i bøger og blade.